# موجودات بالدار (فیلم)
موجودات بالدار (به انگلیسی: Winged Creatures) فیلمی محصول سال ۲۰۰۸ و به کارگردانی روآن وودز است. در این فیلم بازیگرانی همچون کیت بکینسیل، داکوتا فانینگ، گای پیرس، فارست ویتاکر، جنیفر هادسن، جین تریپل‌هورن، والتون گاگینز، تروی گاریتی، رابین ویگرت و هیلی مک‌فارلند ایفای نقش کرده‌اند.